# Podregion Luoteis-Pirkanmaa
Podregion Luoteis-Pirkanmaa (fiń. Luoteis-Pirkanmaan seutukunta) – podregion w Finlandii, w regionie Pirkanmaa.
W skład podregionu wchodzą gminy:
- Ikaalinen,
- Kihniö,
- Parkano.